# Crise finale du règne d'Isabelle II

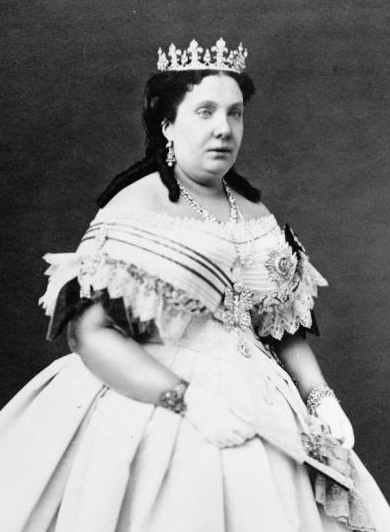
Photographie de la reine Isabelle II vers 1860.

La crise finale du règne d’Isabelle II est la quatrième et dernière période du règne d’Isabelle II d’Espagne selon une division commune dans l’historiographie. Elle commence en mars 1863 avec la chute du gouvernement de l’Union libérale du général Leopoldo O'Donnell et termine avec la révolution de 1868 qui mit fin à la Monarchie des Bourbon, avec l'exil de la reine et le début d’une nouvelle étape de l’histoire politique contemporaine de l’Espagne, le Sexenio Democrático (« les six ans démocratiques », 1868-1874).

## Contexte: chute d’O'Donnell
À partir de 1861, la cohésion interne du parti qui soutenait le gouvernement O’Donnell commença à s’affaiblir en raison du manque d’une claire base idéologique, ses actions étant essentiellement basées sur la communauté d’intérêts. La signature en 1861 du traité de Londres par lequel l’Espagne s’engageait dans l’expédition du Mexique avec le Royaume-Uni et la France avait déjà suscité un vif débat au Parlement sur la constitutionnalité de l’accord dans lequel certains députés de l’Union libérale n’avaient pas soutenu le gouvernement. Le fractionnement du parti gouvernemental apparut également lorsque fut votée le 16 décembre 1861 une motion de confiance au gouvernement à laquelle environ 80 députés refusèrent d’apporter leur soutien, parmi lesquels un des fondateurs de l’Union libérale, l’ancien ministre Ríos Rosas, qui comme les autres unionistes dissidents critiquaient le style personnaliste du gouvernement d’O’Donnell. Peu à peu ce groupe s’élargit à des figures importants au sein du parti comme Antonio Cánovas del Castillo, Alonso Martínez ou le général Concha. D’autres personnalités se joignirent au secteur critiques, comme Alejandro Mon et les anciens progressistes « resellados » menés par Manuel Cortina et le général Prim, qui finirent par réintégrer les rangs du Parti progressiste.

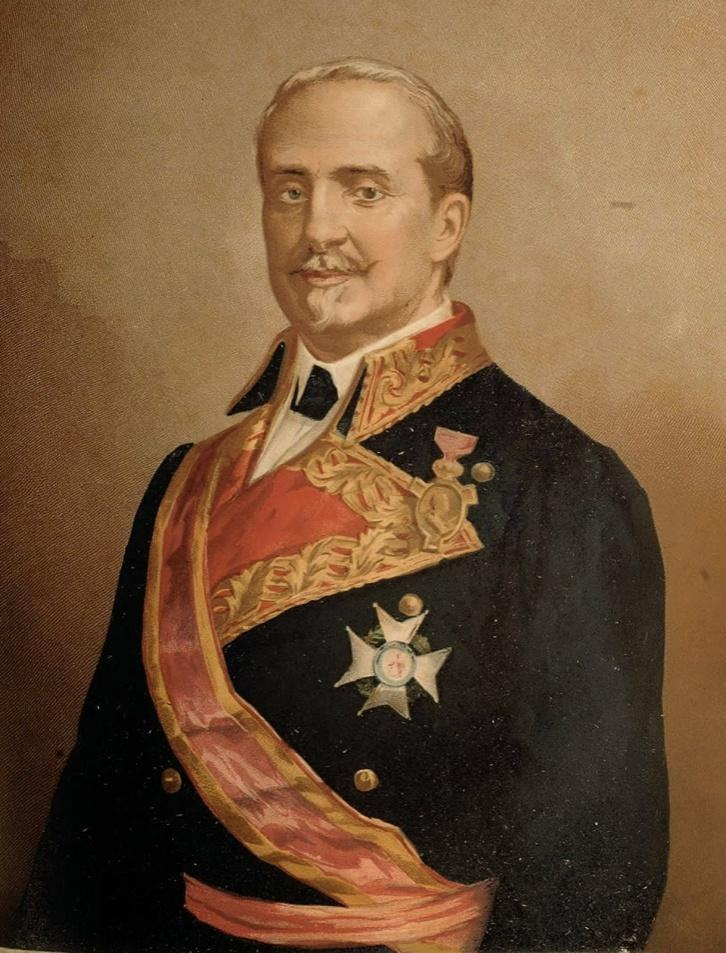
Le général Leopoldo O'Donnell.

De même émergea l’opposition des progressistes « purs » — ceux qui, à différence des progressistes « resellados » n'avaient pas intégré l'Union libérale à sa fondation en 1858 —, comme cela apparut en décembre 1861 lorsque le leader progressiste « pur » Salustiano de Olózaga dénonça devant les Cortès l’influence de la camarilla cléricale de la reine — menée par Sor Patrocinio (es) et à laquelle s’était jointe le père Claret, nouveau confesseur de la reine, et dont faisait également partie le nouveau « favori » de celle-ci Miguel Tenorio — qu’il accusait d’exercer une énorme influence sur le gouvernement d’O’Donnell, empêchant par exemple la reconnaissance par l’Espagne du royaume d'Italie car il était en conflit avec le pape de Rome, et d’être responsable du fait que les progressistes soient exclus du gouvernement par la Couronne. Son discours s’acheva avec une phrase célèbre : « Il y a des obstacles traditionnels qui s’opposent à la liberté de l’Espagne »
Vers le même moment commencèrent à émerger les dénonciations de corruption. Combinées à la pression de Napoléon III pour que le gouvernement condamne la conduite du général Prim qui avait ordonné unilatéralement le retrait du contigent espagnol dans l’expédition du Mexique, elles finirent par provoquer une crise de gouvernement à la mi-janvier 1863.
Début mars 1863, O’Donnell demanda à la reine la dissolution des Cortès, qui étaient ouvertes depuis 4 ans, afin de disposer d’un parlement plus favorable en mettant fin à la dissidence qui était apparue au sein de l’Union libérale. Mais Isabelle II refusa, notamment en raison de l’opposition du gouvernement à ce que la reine mère Marie-Christine de Bourbon revienne en Espagne. O’Donnell présenta alors sa démission, qui fut acceptée par la reine, marquant la fin du « gouvernement long » de l’Union libérale.

## Retour des modérés au pouvoir (1863-1865)

### Gouvernement Miraflores et retrait des progressistes
Pour décider de qui remplacerait O'Donnell, la reine convoqua au palais le président du Congrès des députés, Diego López Ballesteros, et celui du Sénat, Manuel Gutiérrez de la Concha, qui lui conseillèrent de nommer un progressiste à la tête d’un nouveau gouvernement. La reine accepta la proposition mais lorsqu’elle s'entretint avec un commission du Parti progressiste incluant le « resellado » Manuel Cortina et le « pur » Pascual Madoz, ceux-ci ne donnèrent aucun nom pour présider l'exécutif et lui demandèrent du temps pour réorganiser le parti. Les deux secteurs progressistes se réunirent le 19 mars 1863 pour réunifier le parti devant l’imminence de son entrée au gouvernement. Lors de la réunion, on envisagea le général Juan Prim, qui maintenait d’excellentes relations avec la reine et qui avait de plus été l’homme politique progressiste qu’O’Donnell lui-même avait proposé à Isabelle II pour le remplacer.
Néanmoins la reine ne trouvait aucune figure politique volontaire pour prendre la tête du gouvernement avec un Parlement où l’Union libérale avait la majorité, sachant qu’elle ne pouvait octroyer le décret de dissolution des Cortès car elle l'avait déjà refusé à O'Donnell, ce qui aurait causé la démission de ce dernier. Elle fut ainsi contrainte de faire appel à l'ancien modéré, le marquis de Miraflores, qafin qu’il gouverne avec les Cortès telles quelles. Comme cela était prévisible, Miraflores du faire face à une forte opposition parlementaire, ce qui l’amena à suspendre les sessions du Parlement le 6 mai, avant de finalement obtenir de la reine le décret de dissolution à la mi-août 1863.

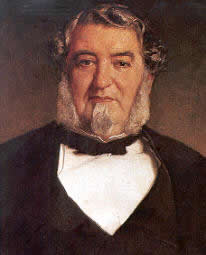
Salustiano de Olózaga.

Miraflores se réunit avec le leader progressiste Salustiano de Olózaga, à qui il offrit entre 50 et 70 députés aux Nouvelles Cortès, qui auraient une majorité modérée et unioniste, mais Olózaga, « après une première acceptation, finit par refuser cette manœuvre ». Miraflores avait posé comme condition à la concession d’autant de députés le renoncement des progressistes à la Milice nationale et au principe selon lequel le pouvoir législatif incomberait exclusivement au Parlement, et non au « Parlement avec le roi » comme le stipulait la Constitution de 1845, ce qu’Olózaga refusa.
Le ministre du Gouvernement Florencio Rodríguez Vaamonde envoya alors des circulaires aux gouverneurs civils dans lesquelles, afin d´éviter que les progressistes obtiennent plus de sièges que ceux qu’avait pensé lui « octroyer » le gouvernement, le droit de réunion était exclusivement restreint aux personnes ayant le droit de vote — soit 17 900 personnes dans toute l’Espagne, sur une population totale d’environ 17 millions d’habitants —. Ces circulaires ordonnaient également que la police exerce l’« influence morale » du gouvernement pour que soient élus les candidats qui avaient sa préférence. Elles provoquèrent la rupture entre progressistes et modérés, rendant impossible la possibilité d’une alternance pacifiée des deux partis à la présidence du gouvernement. Le 23 août 1863, un groupe de progressistes protestait publiquement contre les circulaires et annonçait qu’ils renonçaient à se réunir, et en attribuèrent la responsabilité des conséquences au gouvernement. Le général Prim s’entretint avec la reine à trois occasions afin de faire pression sur l'exécutif pour qu’il retire les circulaires, et sur la reine pour qu’elle les rectifie, mais il échoua, si bien que le comité central du Parti progressiste réuni le 7 septembre 1863 décida de retirer ses candidats des élections, ce qui affecta grandement la légitimité du Parlement issue de ces dernières.

### Retour de Narváez

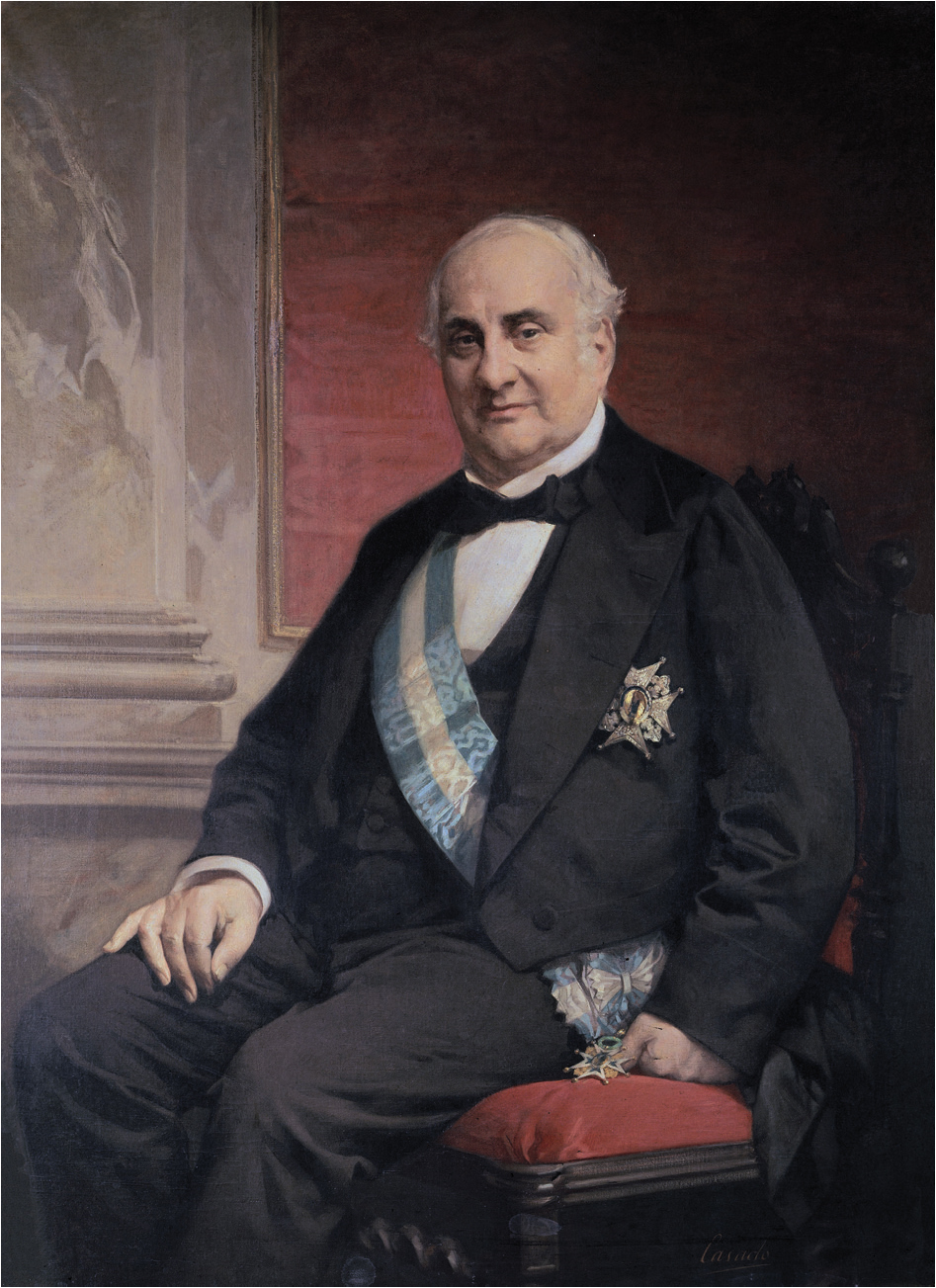
Portrait d'Alejandro Mon par José Casado del Alisal.

Le gouvernement Miraflores ne dura que 10 mois, jusqu’au 17 janvier 1864. La raison de sa brièveté fut l’absence de soutien de la part des factions qui constituaient le Parti modéré, si bien que lorsqu’il présenta devant les Cortès son projet de réforme de la Constitution de 1845 — prétendant introduire comme en 1853 les sénateurs héréditaires —, il ne reçut pas l’appui de son propre parti. À Miraflores succéda Lorenzo Arrazola, qui se présenta au Parlement comme le représentant du « parti modéré historique » mais son gouvernement ne resta en fonctions que 40 jours. Il chuta car plusieurs ministres choisirent de démissionner plutôt que céder à la pression du roi consort François d'Assise de Bourbon qui souhaitait la signature d’une concession de chemin de fer au financier José de Salamanca, dont il allait recevoir une importante commission. La reine choisit pour lui succéder le vétéran modéré Alejandro Mon. À la suite de cette décision, les progressistes se sentirent trahis, la Couronne leur ayant promis de les appeler pour former un gouvernement. Lors du banquet organisé le 3 mai 1864, qui réunit trois-mille personnes, fut adopté le slogan « Tout ou rien » (« O todo o nada »), exprimant que s’ils n’accédaient pas au gouvernement ils maintiendraient leur retrait du Parlement. À cette occasion, Práxedes Mateo Sagasta parla de « dynastiques allant vers leur exil » (« dinastías marchando a su destierro »).
Le gouvernement d’Alejandro Mon intégrait des modérés et des unionistes, si bien qu’il avait une base parlementaire plus large que les deux exécutifs précédents, en dépit de quoi il ne se parvint à se maintenir au pouvoir que 6 mois, jusqu’à ce qu’en septembre 1864 les ministres de l’Union libérale démissionnent afin de provoquer sa chute. Sa seule mesure importante fut l’approbation d’une nouvelle loi sur l’imprimerie, qui remplaça celle de Cándido Nocedal et fut rédigée par Antonio Cánovas del Castillo, dans laquelle était placée sous juridiction militaire les articles de presse qui « tendraient à relâcher la fidélité ou la discipline des forces armées ».
Selon Juan Francisco Fuentes, « Avec la démission d’Alejandro Mon prenait fin une période d’un an et demi d’instabilité présidé par des gouvernements au profil bas, aux bonnes intentions et maigre appui politique. […] On ne peut pas non plus dire que la reine et son entourage le plus conservateur montrât un excessif enthousiasme pour ce modérantisme en demi-teinte [un « modérantisme teinté d'unionisme »] ». Des années plus, tard, l’écrivain Juan Valera décrivit ainsi la situation politique d’alors : « La couronne était sans nord, le gouvernement sans boussole, le Congrès sans prestige, les partis sans drapeau, les fractions sans cohésion, les individualités sans foi, le trésor exigu, le crédit à terre, les impôts dans les nuages, le pays dans l’inquiétude ».

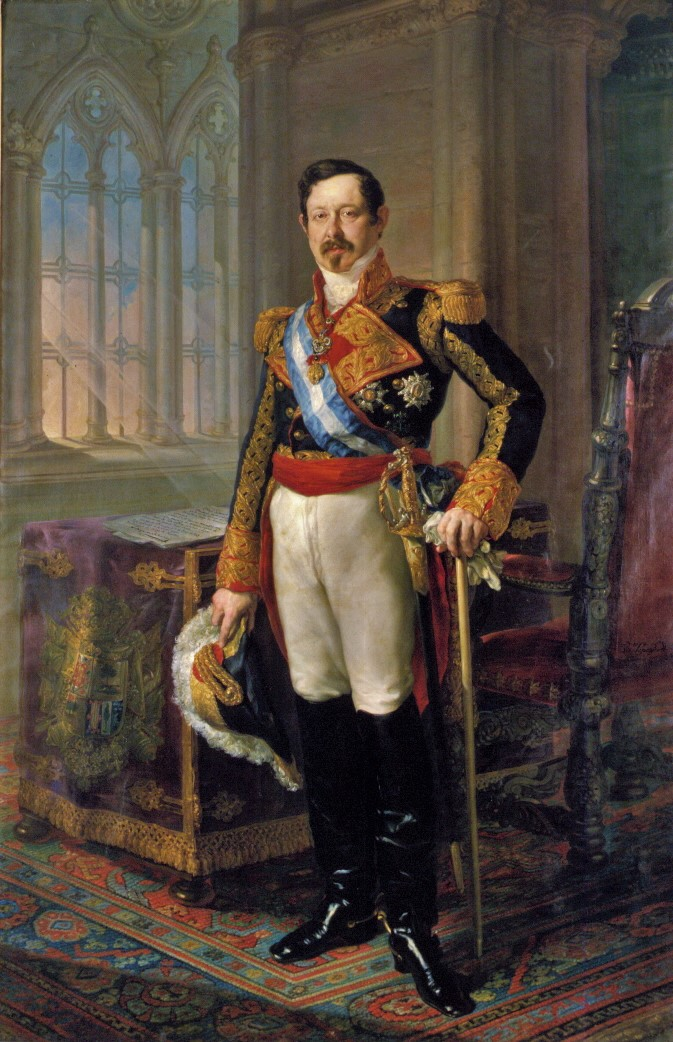
Le général Ramón María Narváez.

Le 16 novembre 1864, la reine nomma finalement le général Narváez, seul politique qui pouvait réunir derrière lui un Parti modéré très divisé, afin qu’il forme, pour la sixième fois, un gouvernement — au moment même où le général Prim ne parvenait pas à faire abandonner aux progressistes leur pratique de retrait parlementaire —. Il est fort probable que la décision de la reine de nommer Narváez fût influencée par la reine mère Marie-Christine de Bourbon, qui pensa qu’il était capable de mettre fin au retrait des progressistes en annulant les circulaires restrictives du droit de réunion et en leur promettenat des élections propres — dans la mesure du possible pour cette époque —. Selon Jorge Vilches, Marie-Christine en vint à s'entretenir avec le général Espartero afin qu’il infléchisse la posture des progressistes, sans succès, et tenta même de faire en sorte que la reine Isabelle II renvoie la camarilla cléricale de son entourage — ce qui était un autre des arguments des progressistes pour motiver leur refus de participer aux institutions de la Monarchie —, mais elle essuya un refus de sa fille.
Narváez poursuivit la politique conciliatrice des gouvernements antérieurs — à peine nommé, il se déclara « plus libéral que Riego » —. Pour ce faire, il négocia avec O’Donnell l’alternance au pouvoir entre modérés et unionistes et prit quelques mesures d’ouverture, comme le maintien des fonctionnaires à leurs postes ou une amnistie pour les délits d'opinion, afin que les progressistes reviennent au Parlement.
Toutefois, lorsque Narváez convoqua des élections les progressistes choisirent de maintenir leur posture, affirmant qu’ils n’en changeraient que si la reine les appelait pour former un gouvernement, répétant le « tout ou rien » qu’ils avaient ratifiés en octobre à Madrid dans une assemblée des comités provinciaux du parti, au cours de laquelle 61 représentants s’étaient exprimés pour le retrait, et seulement 4 — Prim et ses suiveurs — contre. La politique de retrait rapprocha les progressistes avec le secteur libéral-démocratique du Parti démocrate mené par Emilio Castelar et qui défendait l’abstention de son propre parti et l’alliance avec les progressistes pour « humilier et vaincre les ennemis de la liberté ».
Narváez réagit en mettant fin rapidement à la politique de conciliation et se rapprocha de postures autoritaires, ce qui radicalisa encore davantage les progressistes, de plus en plus favorables à la méthode de l'insurrection et à un véritable régime démocratique, par exemple en développant un discours clairement anti-dynastique. Le progressiste Carlos Rubio déclara en 1865 : « La démocratie est aujourd’hui la théorie du parti progressiste ; le parti progressiste est la pratique de la démocratie ».

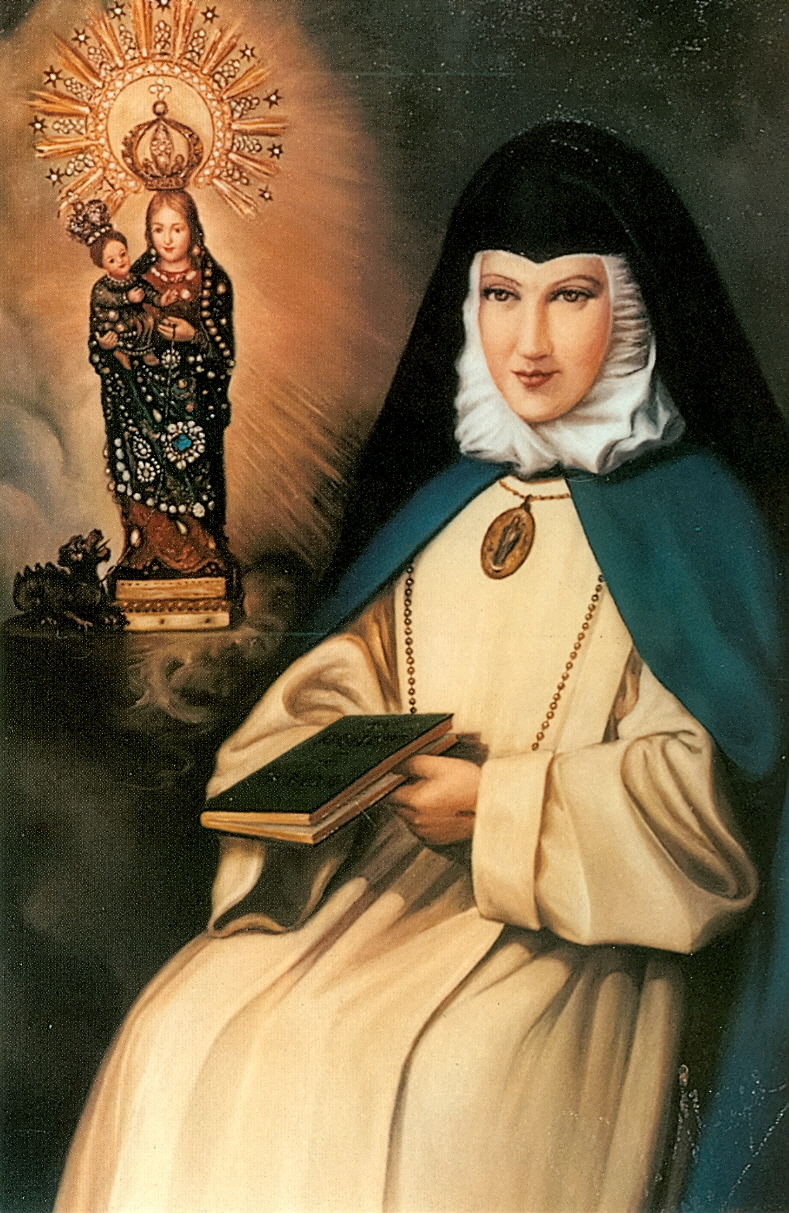
Portrait de sœur Patrocinio.

Un autre problème auquel dut faire face le gouvernement de Narváez fut la question romaine car Isabelle II s’opposait à l’intention du gouvernement et à toute la classe politique libérale de reconnaître le nouveau royaume d'Italie, en conflit avec la papauté à cause de l’« usurpation injuste » des États pontificaux — comme l’écrivit le pape Pie IX à la reine — par la monarchie italienne unifiée. « La question, qui trainait depuis 1861, contribua à donner de nouveaux arguments à la légende noire sur l’influence de la camarilla cléricale au Palais, à augmenter le discrédit personnel d’Isabelle II et, en dernier lieu, à affaiblir encore plus un système déjà en soi très fragile à cause de ses divisions internes et de la force croissante de l’opposition. La figure de la reine fut ainsi mise au centre même du débat public. Ceux qui questionnaient ouvertement non seulement son rôle politique — les fameux « obstacles traditionnels » — mais aussi pour sa conduite privée, marquée de façon contradictoire par son irrépressible vie amoureuse et par sa dévotion supersticieuse envers des figures comme le père Claret et sœur Patrocinio (es), connue populairement comme la religieuse des plaies ».

### «Nuit de la Saint-Daniel» et chute de Narváez
Le déclencheur de la crise connue sous le nom de « nuit de la Saint-Daniel » fut la publication, les 21 et 22 février 1865, par le journal La Democracia de deux articles d’Emilio Castelar critiques envers la reine Isabelle II, respectivement intitulés ¿De quién es el patrimonio real? (« À qui est le patrimoine royal ? ») et El rasgo (« Le trait », en référence au « trait de générosité » attribué à la reine par certains), qui faisaient référence à la décision de la reine de vendre certaines propriétés du patrimoine de la Couronne (es), céder 75 % du bénéfice résultant à l'État et garder pour elle-même 25 %. Selon les mots de Narváez, il s’agit là d’un geste « tellement grand, tellement extraordinaire, tellement sublime » qui fut applaudi par la majorité des députés qui qualifièrent Isabelle II d’« émule d’Isabelle la Catholique » et par la presse dynastique qui se perdit aussi en éloges. Au contraire, Emilia Castelar pensait qu’il n’y avait pas un tel « geste », ou de « trait [de générosité] », comme il le qualifia avec ironie, car en réalité la reine n’avait rien fait d’autre que s’approprier 25 % d’un patrimonione qui était « du pays […]. La maison royale rend au pays une propriété qui est au pays », et que le soi-disant « trait » était en réalité une « tromperie, une infraction à la loi, une menace […], et de tous les points de vue, l’une de ces manœuvres dont le parti modéré se vaut pour se maintenir au pouvoir que la volonté de la nation maudit ». Ainsi, les articles de Castelar « mirent au jour le mystère [de la supposée générosité de la reine] : Isabelle, accablée par les dettes, se réservait 25 % du produit de la vente de biens qui, dans leur majorité, n’étaient pas de son patrimoine, mais de la nation ».

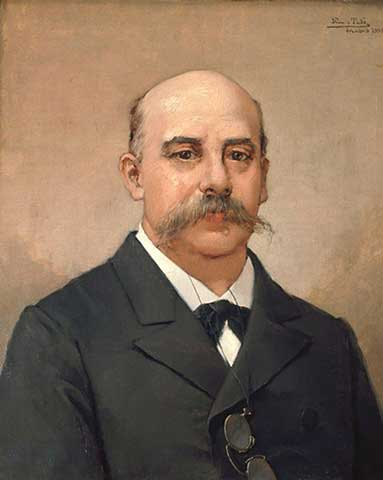
Emilio Castelar.

La réaction du gouvernement Narváez fut d’une grande virulence. Il destitua Castelar de sa chaire d’Histoire de l’université de Madrid, ainsi que les professeurs comme Nicolás Salmerón qui se montrèrent solidaires avec lui, ainsi que le recteur de l’université, Juan Manuel Montalbán, car il refusa de mettre en application ces destitutions. Le ministre du Gouvernement (Gobernación) Luis González Bravo déclara l’état de guerre en prévision d’incidents. Le 10 avril, jour de la Saint-Daniel, lorsque le nouveau recteur devait prendre solennellement possession de son poste, les étudiants manifestèrent dans les rues de la capitale espagnole en défense de Montalbán.
Le gouvernement fit alors intervenir la Garde civile à pied et à cheval, et lorsque les gardes arrivèrent à la Puerta del Sol, selon témoin, « sans recourir à l’intimation ou avertissement d’aucune sorte, ils se lancèrent avec une rage aveugle à utiliser leurs armes et à chasser la foule déconcertée ». Il y eut onze morts et 193 blessés, dans leur majorité des passants qui ne participaient pas au soulèvement étudiant, parmi lesquels des personnes âgées, des femmes et des enfants. En revanche, la Garde civile ne déplora qu’un seul blessé, une sentinelle à cheval qui avait reçu un jet de pierre — ce qui n’empêcha pas au ministre González Bravo d’assurer devant les Cortès qu’avait été « versé le sang de nos soldats » —. Selon Josep Fontana, ces évènements tragiques furent la conséquence d’« une attaque de fureur de Narváez et González Bravo, qui se considéraient défiés par les manifestants et incitèrent à l’attaque brutale ».
Les évènements de la nuit de la Saint-Daniel provoquèrent la chute du gouvernement de Narváez. Le lendemain le conseil des ministres se réunit et donna lieu à un intense débat entre le ministre de l’Équipement — dont dépendait tout ce qui concernait l'éducation —, le vétéran libéral Antonio Alcalá Galiano et González Bravo, au cours duquel Alcalá Galiano souffrit d’une angine de poitrine et mourut peu après. Des députés de l’Union libérale, comme Cánovas del Castillo, Posada Herrera et Ríos Rosas adressèrent également leurs critiques à González Bravo — Ríos Rosas provoqua une commotion au Congrès des députés lorsqu’il affirma : « ce sans pèse sur vos têtes » —. Cette situation convainquit la reine qu’elle devait destituer Narváez, bien qu’elle attendît deux mois avant de faire de nouveau appel à O’Donnell en 21 juin 1865. Isabelle II n’écouta pas O’Donnell qui lui avait manifesté son souhait de se retirer de la politique et de partir à l’étranger, et ne suivit pas non plus les conseils de sa mère Marie-Christine de faire appel aux progressistes afin qu’ils réintègrent le régime monarchique et cessent de conspirer contre elle.

## Retour de l'Union Libérale d'O'Donnell (1865-1866)

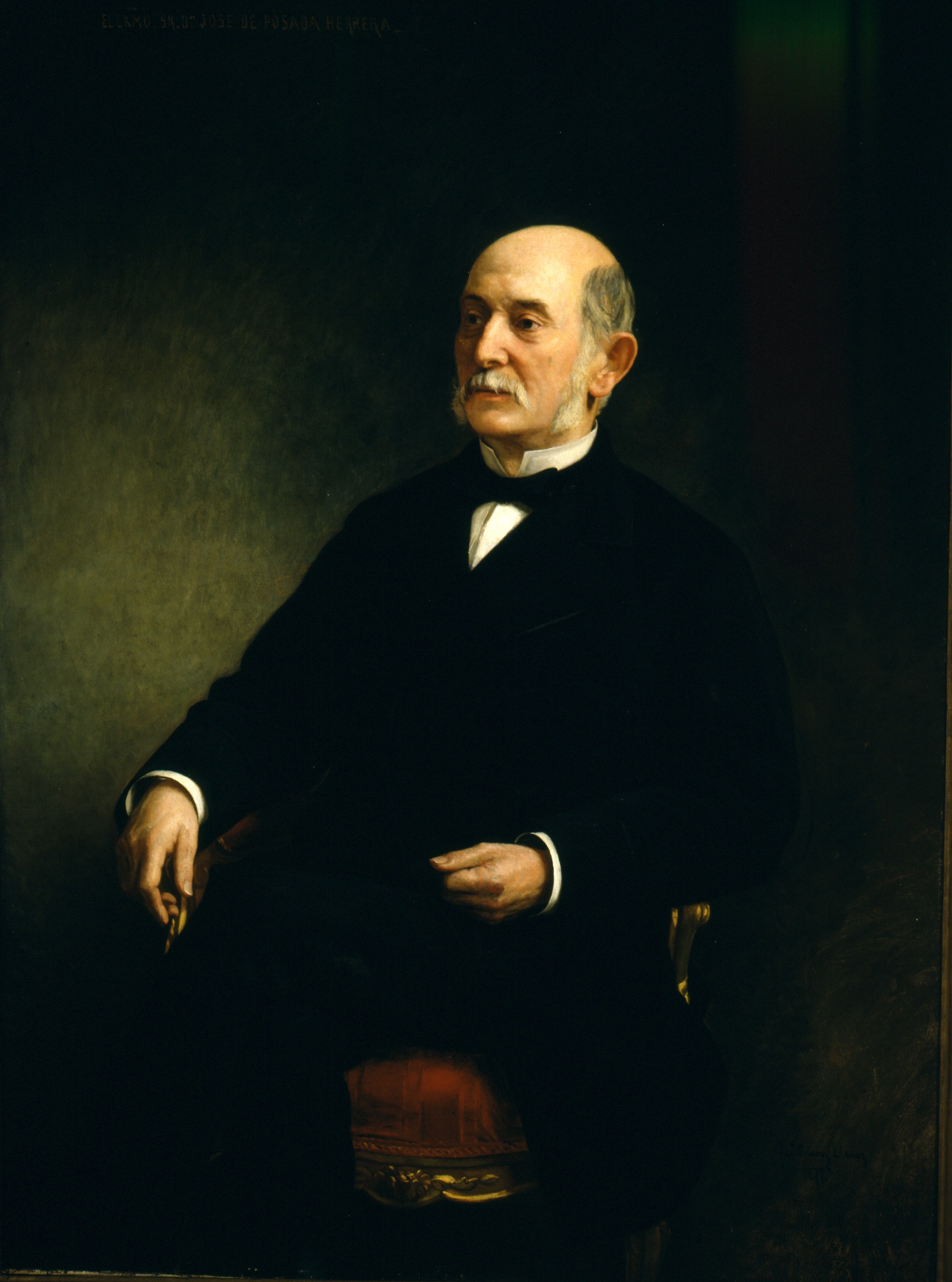
José Posada Herrera, ministre de Gobernación dans le gouvernement d'Leopoldo O'Donnell (portrait d'Ignacio Suárez Llanos).

O'Donnel forma un gouvernement de l'Union libérale incluant notamment José Posada Herrera au portefeuille de la Gobernación (équivalent de l’actuel celui de l’Intérieur) et Antonio Cánovas del Castillo à l’Outre-mer — le général Serrano resta hors de l’exécutif pour occuper la capitainerie générale de Nouvelle-Castille qui incluait Madrid —. La politique d’O’Donnell, influencé par Ríos Rosas, chercha à consolider son parti comme alternative libérale du régime isabellin, tandis que le Parti modéré représentait l’alternative conservatrice, posant ainsi la base d’une alternance pacifique au pouvoir entre les deux partis « dynastiques », et ainsi consolider la Monarchie constitutionnelle d’Isabelle II. Dans ce but il commença à mettre en application une bonne partie du pouvoir des progressistes : division par deux du cens afin d’élargir le corps électoral — qui passa de 170 000 à 400 000 individus —, l’établissement de la circonscription provinciale (contre les districts uninominaux), la dérogation de la loi sur l’imprimerie des modérés, particulièrement restrictive, l’établissement de jurys pour juger les délits de presse, la poursuite du désamortissement des biens eccléasiastiques et la reconnaissance du royaume d’Italie. Les deux derniers points entraînèrent la protestation et furent condamnés par la hiérarchie de l'Église espagnole,.
O'Donnell alla jusqu’à tenter de former un gouvernement de coalition entre unionistes et progressistes, proposition qui fut acceptée par Prim et López Grado — directeur du périodique El Progreso Constitucional — mais rejetée par Angel Fernández de los Ríos et Práxedes Mateo Sagasta, respectivement directeurs de La Soberanía Nacional y de La Iberia, si bien que le projet fut abandonné. O’Donnell « offrit » ensuite à Prim un groupe parlementaire important pour les progressistes s’il parvenait à mettre fin au retrait de ses membres du Parlement, mais sa proposition fut rejetée lors de la réunion du comité général du parti célébrée en novembre 1865 avec 12 votes pour et 83 contre.
Le général Prim opta alors pour la voie du pronunciamiento pour être nommé par la reine président du gouvernement, tentant de renouveler l’expérience de la Vicalvarada de 1854, sur les conseils d’O’Donnell lui-même. Ainsi, le 3 janvier 1866 lança un pronunciamiento sans en informer le comité central du Parti progressiste, dans la localité madrilène de Villarejo de Salvanés. Prim prétendait mener un coup exclusivement militaire, sans appuis de civils car leur participation donnait lieu selon lui à « la perturbation qui amènent les juntes, qui s’établissent jusque dans les hameaux » et qui rendent difficiles « de rétablir le principe d'autorité ».
Le général Prim, à la tête des régiments de Calatrava et de Bailén stationnés à Aranjuez et Ocaña, tenta de se rendre de Villarejo à Madrid pour provoquer un changement forcé de gouvernement et éviter « que le peuple jette le trône par le balcon » ; « avec ses soldats, ilencerclerait Madrid ; la cour se rendrait et le pays aurait un gouvernement qui, sans sang ni trouble, aurait réalisé le changement politique ». Finalement le pronunciamiento échoua car d’autres unités militaires qui étaient censées être impliquées dans le coup ne s’y joignirent pas si bien que « les pronunciados passèrent plusieurs jours à virer dans les terres castillanes, dans l'attente vaine que d’autres forces les rejoignent, et finirent par passer au Portugal, sans attaquer Madrid ».
L’échec du pronunciamiento de Villarejo de Salvanés amena Prim à appuyer la ligne majoritaire de son parti, consistant en un retrait parlementaire et une alliance avec les démocrates. Dorénavant, il se consacra entièrement à fomenter une insurrection qui abatte la Monarchie d’Isabelle II. « Ainsi, Prim devint le leader, non seulement du progressisme, mais aussi du mouvement révolutionnaire, qui avait jusqu’alors manqué d’un homme de prestige à sa tête ».

### Crise financière de 1866

Réseau de chemins de fer en Espagne durant le XIXe siècle.

Début 1866 éclata la première crise financière de l’histoire du capitalisme espagnol, provoquée par les compagnies ferroviaires, qui entraînèrent avec elles les banques et sociétés de crédit. À la suite de l’approbation au cours du Biennat progressiste de la loi sur les chemins de fer de 1855, de nombreux investisseurs avaient investi leurs capitaux dans les compagnies ferroviaires dont le cours des actions connaissait une forte augmentation, alimentant ainsi une spirale spéculative. Lorsque les lignes construites entrèrent en fonctionnement, il s'avéra que les attentes de bénéfices des investisseurs étaient exagérées — étant donné le bas niveau de développement de l'économie espagnole, les marchandises comme les passagers à transporter étaient peu nombreux — et la valeur des actions des compagnies s’effondra.
Deux ans auparavant, il apparaissait clairement que le cycle d’expansion de la période des gouvernements de l'Union libérale avait touché à sa fin. Cependant, rien n’avait été fait pour résoudre les problèmes de base de l’économie espagnole, puisque la croissance s’était basée « plus que sur une structure productive bien articulée », « sur la spéculation dans les chemins de fer et les finances ». Certains historiens placent ainsi en 1864 « la première crise moderne du système économique espagnol ». Le premier secteur affecté fut l’industrie textile catalane, comme conséquence de la rareté du coton provoquée par la guerre de Sécession nord-américaine, que suivirent les compagnies ferroviaires, à cause de leur manque de rentabilité après la fin de la première phase de construction du réseau, et qui se reporta immédiatement sur le système bancaire, étant donnée l’étroite imbrication entre les deux milieux, avec d’importantes conséquences, comme des banqueroutes, un manque de liquidité, une baisse de la production de fer et, plus largement, une récession économique généralisée.
Le 1er février 1866, un groupe d’hommes politiques, de militaires et de financiers adressèrent à la reine un exposé sur la grave crise qui menaçait les secteurs ferroviaire et bancaire, et proposaient comme solution la concession de nouvelles subventions publiques aux compagnies de chemin de fer pour les sauver du dépôt de bilan. Parmi les signataires figuraient quelques-uns des principaux chefs d’entreprise du pays — Ignacio Bauer, Jaime Girona, José Campo Pérez, Bertrán de Lis — et des hommes politiques comme Alejandro Mon, José de Salamanca, Bravo Murillo ou le général Serrano, dont le nom apparaissait en premier. Il est certain que depuis les années 1850 avait commencé la création de liens étroits entre le monde des affaires et les principaux partis politiques — « La listes des politiques et généraux qui avaient prêté leur nom et leur influence aux banquiers et compagnies ferroviaires serait interminable » —.
Les premières faillites de sociétés de crédit liées aux compagnies ferroviaires se produisirent en 1864, comme celle de la Caisse générale de crédit française, avec un siège à Madrid, qui suspendit les paiements en raison de la faible rentabilité de la ligne Séville-Jerez-Cadix dont elle était le principal actionnaire, ou la Banque de Valladolid. En mai 1866, la crise affecta deux importantes sociétés de crédit de Barcelone, la Catalane générale de crédit et le Crédit mobilier barcelonais, ce qui causa une vague de panique. Le mois suivant se produisait le soulèvement manqué de la caserne d'artillerie de San Gil, ce qui ajouta la crise politique à la crise économique, compliquant encore cette dernière.

En janvier 1867, Pascual Madoz, ministre du Budget durant le Biennat progressiste décrivait ainsi la situation politique de l’Espagne dans une lettre envoyée à son ami le général Prim : 

« La situation du pays est mauvaise, extrêmement mauvaise. Le crédit à terre[…] Les affaires, perdues […]. Personne ne paie parce que personne ne peut payer […]. L’Espagne est arrivée à une grande décadence, et moi, comme bon Espagnol, je souhaiterais qu’il y eût d’habiles moyens d’élever le prestige et la dignité de ce peuple, qui mérite un meilleur sort. »

### Soulèvement de la caserne de San Gil et chute d’O’Donnell

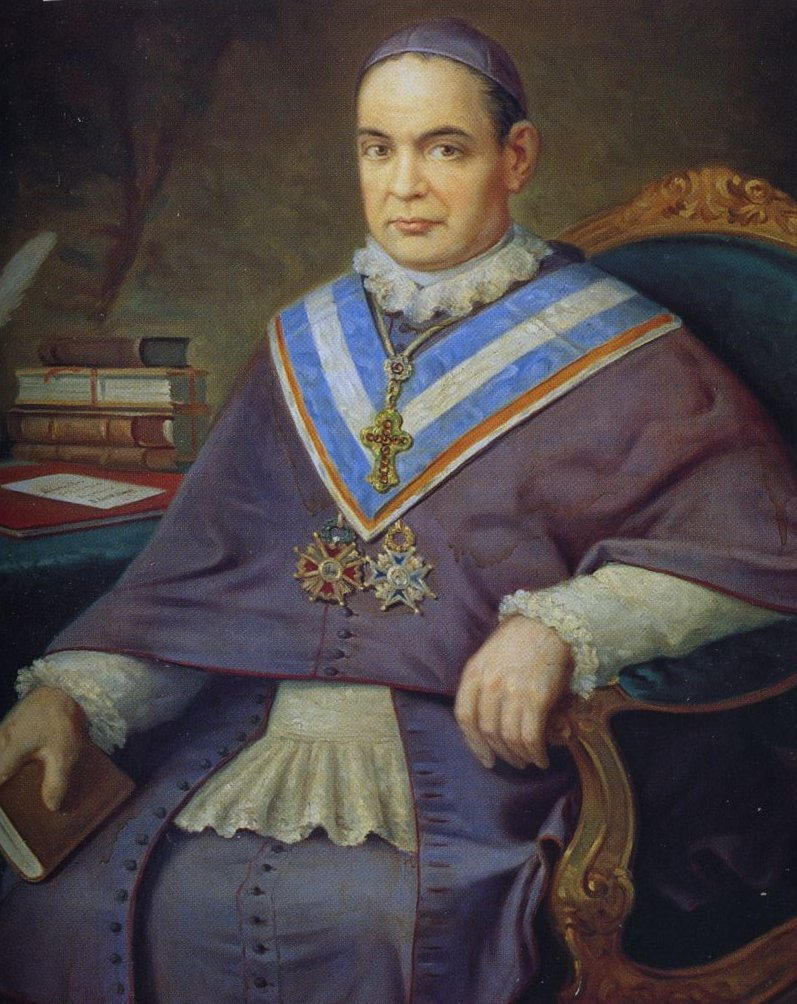
San Antonio María Claret, portrait de Luis de Madrazo y Kuntz (musée du romantisme de Madrid).

Le 22 juin 1866 eut lieu à Madrid le soulèvement de la caserne de San Gil, protagonisé par des sergents et qui fut un échec retentissant. « Le fait est que les artilleurs de la caserne de San Gil, qui avaient prévu de surprendre leurs officiers de garde pour les enfermer, durent faire face au fait que l’un d’entre eux résistait et leur tirait dessus, ce qui donna lieu à un carnage et déconcerta les plans d’actions prévus. En sortant en désordre de la caserne, environ 1 200 hommes errèrent dans les rues de Madrid avec 30 pièces d’artillerie, pendant que les deux-mille civils [progressistes et démocrates] qui s’étaient soulevés luttaient avec héroïsme dans les barricades, pour finir par succomber au milieu de la confusion générale ».
Le soulèvement échoua mais O’Donnell se trouva dans une situation difficile étant donné que plusieurs officiers avaient été tués par les insurgés — la version officielle fut que les sergents avaient « assassiné leurs chefs » —, ce qui l’obligeait à appliquer une dure répression. Il mit en avant le fait que les sergents avaient « distribué des fusils aux civils prolétaires qui accouraient pour les recevoir », ce qui lui sembla le début d’une révolution sociale, si bien qu’il en arriver à affirmer devant les Cortès quelques jours plus tard que « les horreurs de la révolution française n’auraient été rien comparé à ce qui se serait passé ici […] ici il n’y avait d’autres principes ni d’autre objet que le saccage, l'assassinat et la disparition des fondements sociaux » et conclut son invervention en pressant les députés d’oublier « nos petites dissensions […] pour faire face à la révolution sociale ». Selon Josep Fontana, « C’était une panique extravagante, car il s’agissait d’un soulèvement de progressistes et démocrates, pas très différent dans son essence de celui de 1854, qui se proposait d’installer un gouvernement formé par Prim, Sagasta, Ruiz Zorrilla ou Rivero (es) ».
La répression du soulèvement fut très dure. 66 personnes furent fusillées, dans leur grande majorité des sergents d’artillerie, ainsi que quelques soldats, en plus d’un civil et d’un carliste. la reine insista auprès d’O’Donnell pour que l’ensemble des détenus, près d’un millier, soient fusillés immédiatement, ce à quoi se refusa le chef du gouvernement.
D’autre part, le soulèvement révéla clairement que les progressistes s’étaient placés hors du système et avaient opté pour la voie révolutionnaire, ce qui indiquait l'échec de la stratégie de l’Union libérale et d’O'Donnell lui-même de les intégrer à travers une politique très libérale, en assumant un grand nombre de leurs propositions, dans la finalité de former avec eux le parti libéral du régime isabellin qui alternerait au pouvoir avec le parti conservateur, que représentaient les modérés. La reine destitua O’Donnell et fit de nouveau appel à Narváez afin de former un gouvernement. Selon Josep Fontana, le motif de la destitution était que la reine reprocha à O'Donnell avait été trop indulgent dans la répression du soulèvement des sergents. « On dit que cela avait été la pire décision politique prise par la reine au long de son règne, derrière laquelle nombreux furent ceux qui virent l’influence de son confesseur, le père Claret, partisan résolu d’une politique autoritaire et ultramontaniste […] [et qui n’avait jamais pardonné] à O’Donnell la reconnaissance du royaume d’Italie ».

## Derniers gouvernements modérés et fin de la Monarchie d’Isabelle II (1866-1868)

### Dernier gouvernement de Narváez (juillet 1866-avril 1868)

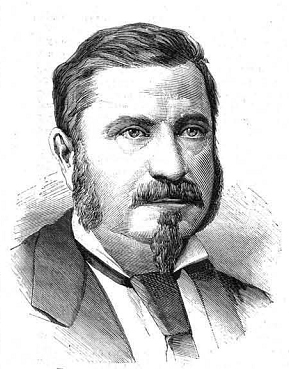
Le néo-catholique Manuel Orovio, ministre de l’Équipement (Fomento) du dernier gouvernement de Narváez.

Le septième gouvernement du général Narváez opta pour une politique autoritaire et répressive. Il ne laissa pas de place au doute à ce sujet, lorsque dès le premier jour de son entrée en fonction le général déclara devant les Cortès que la priorité était « la question de l’ordre public, celle qui intéresse tous les Espagnols », avant de suspendre les garanties constitutionnelles et de décréter la fermeture temporaire du Parlement. Parmi les principales victimes de la répression se trouvèrent les professeurs de l’université de Madrid, bien que plusieurs mois soient passés depuis la nuit de la Saint-Daniel, car un grand nombre d’entre eux étaient krausistes, qui étaient considérés par les néo-catholiques — prédominants dans l’entourage de la reine et dans le gouvernement modéré — comme une espèce de secte qui voulait abattre la religion et la monarchie. Ainsi, le 22 janvier 1867, le néo-catholique Manuel Orovio, ministre de l’Équipement (Fomento), décréta la destitution de leurs chaires des professeurs Emilio Castelar, Julián Sanz del Río, Fernando de Castro et Nicolás Salmerón. Cette décision et d’autres abus amenèrent un groupe de députés à tenter de faire parvenir leur protestation à la reine mais le gouvernement les en empêcha et le manifeste fut saisi. La spirale répressive en vint à atteindre jusqu’aux présidents du Congrès et du Sénat — deux unionistes de poids : Antonio de los Ríos Rosas et le Serrano —, qui furent détenus et exilés. On leur reprocha d’avoir cautionné un écrit présenté à la reine par une commission de parlementaires demandant la réouverture des Cortès avant la fin de l’année, conformément à la Constitution espagnole de 1845. Ses signataires furent exilés aux Baléares et aux Canaries sur ordre du gouvernement, bien que Serrano, initialement enfermé dans un château militaire, fût autorisé à se rendre à l’étranger grâce à l’intercession de la reine.
La politique autoritaire et répressive du gouvernement Narváez rendit impossible l’alternance au pouvoir avec l’Union libérale d’O’DOnnell, qui opta pour faire le « vide au Palais » — selon l’expression d’O’Donnell lui-même —, autrement dit se retirer du Sénat. O’Donnell en arriva même à envisager l’abdication de la reine Isabelle II en faveur de son fils Alphonse — le futur Alphonse XII —, âgé de seulement neuf ans. En revanche, il refusa catégoriquement de négocier toute initiative avec les progressistes, pour qui il se sentait « meurtri en raison des évènements de la caserne de San Gil, et spécialement pour Prim ». C’est seulement après la mort d’O’Donnell en novembre 1867 que l’Union libérale — alors menée par le général Serrano — se joignit au pacte d'Ostende qu’avaient signé un an auparavant progressistes et démocrates.

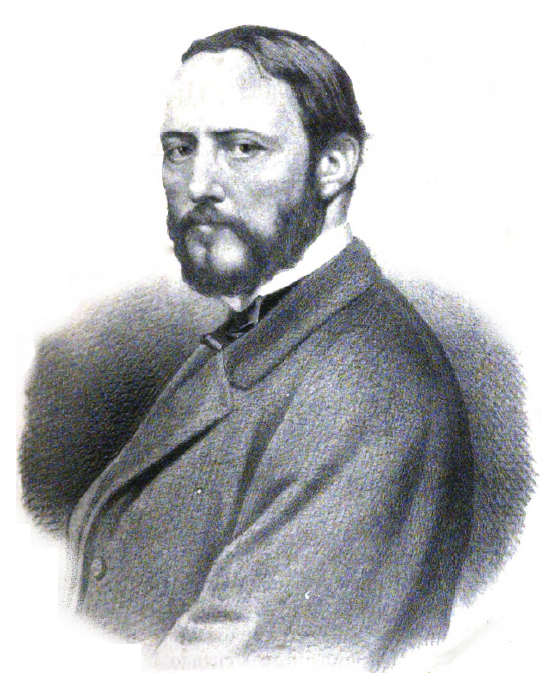
Le général Juan Prim en 1869.

Ce dernier, nommé d’après la ville de Belgique où il fut signé le 16 août 1866, comprenait deux points :

« 1º,  détruire ce qui existe dans les hautes sphères du pouvoir ;

2º, nomination d’une assemblée constituante, sous le direction d’un gouvernement provisoire, qui déciderait du sort du pays, dont la souveraineté était la loi qui le représentât, étant élue au suffrage universel direct. »

La rédaction ambigüe du premier point permettait d’incorporer au système d'autres personnalités et forces politiques. Ainsi, après la mort d'O'Donnell, Prim et Serrano — paradoxalement, le même militaire qui avait dirigé la répression du soulèvement de la caserne de San Gil — signèrent un accord en mars 1868 dans lequel l’Union libérale se joignait au manifeste.
Le Parlement fermé en juillet 1866 ne rouvrit pas car il fut dissout et de nouvelles élections furent convoquées pour le début de 1867. L’« influence morale » du gouvernement donna une majorité si écrasante aux députés le représentant que l’Union libérale, qui était ce qui se rapprochait le plus d'une opposition parlementaire, se trouva réduite à quatre députés. De plus, dans le nouveau règlement des Cortès approuvé en juin 1867, trois mois après leur ouverture, le vote de censure à l'exécutif fut supprimé, ce qui réduisit considérablement ses facultés de contrôle de l'action gouvernementale. Les Cortès déclarèrent malgré tout le gouvernement « libre de toute responsabilité » pour tout ce qu'il avait fait lors de sa fermeture, ce qu’un député de l’opposition qualifia de « coup d'État ».

### Crise de subsistance de 1867-1868
À la crise financière de 1866 vint s’ajouter une grave crise de subsistance les deux années suivants, en raison des mauvaises récoltes de ces années, dans un moment où « le pays se trouva totalement dépourvu de réserves car les exportations à Cuba, en France ou en Angleterre l'avaient pratiquement vidé ». La première montée du prix du blé se produisit en septembre 1866 à cause de la rareté de cette céréale, dont d’importantes quantités avaient été exportées pour réduire le déficit de la balance commerciale après deux ans d'excellentes récoltes. Le problème s'aggrava avec la mauvaise récolte de 1867. « Le prix du blé monta au cours de l’année agricule de 1867-1868 de 37 % par rapport à l'année antérieure, et de 64 % par rapport à 1865-1856 ». Pour tenter de pallier la crise, le dernier gouvernement de Narváez approuva un décret en mars 1868 qui mettait fin à la traditionnelle politique protectionniste et laissait totalement libre de frais de douane les importations de blé et de farines — la mise en œuvre de cette mesure n’était pas justifiée par une adhésion aux principes du libéralisme économique mais pour répondre au mécontentement populaire et aux révoltes sociales de 1868 —.
Ceux qui furent affectés par la crise de subsistance ne furent pas les hommes d’affaires ou politiques, comme dans la crise financière, mais les classes populaires en raison de la rareté et de la cherté de produits basiques comme le pain. Des émeutes populaires eurent lieu dans différentes grandes villes, comme à Séville, où le prix du blé en vint à être multiplié par six, ou à Grenade, au cri de « pain à huit [réaux] ». La crise de subsistance se vit aggravée par l'augmentation du chômage provoqué par la crise économique qui suivit la crise financière et affecta surtout deux secteurs qui offraient le plus de travail, les travaux publics — y compris les chemins de fer — et la construction. Ainsi, comme l’a souligné les historiographie économique, ces années connurent la confluence de deux types de crise, une moderne de type capitaliste qui générait du chômage et une autre tradictionnelle, de subsistance, qui provocait inflation et pénurie. La coïncidence des deux crise créait « des conditions explosives qui donnaient des arguments aux secteurs populaires pour s’incorporer à la lutte contre le régime isabellin ».
Le problème affectait particulièrement les villes d’une certaine importance, comme le reflètent les actes du conseil municipal de Madrid, dans lesquels apparaissent les problèmes qu’il avait pour tenter de rémédier à la situation ainsi que les mesure qui furent mises en place, qui rappelaient certaines adoptées par les autorités durant l’Ancien Régime : « depuis la mise en vente de pain de qualité infâme et les souscriptions auprès des habitants afin de donner des rations quotidiennes aux classes nécessiteuses, jusqu’à la traditionnelle distribution de potage dans les centres de bienfaisance ».

### Derniers gouvernements de la Monarchie (avril-septembre 1868)

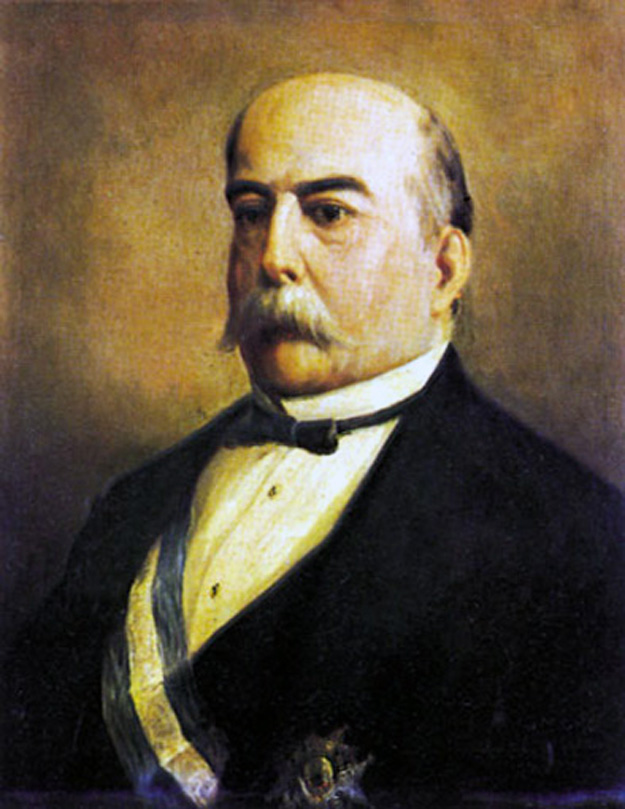
Portrait de Luis González Bravo.

Le 23 avril 1868 mourut le général Narváez, quelques mois après O'Donnell, ce qui laissa la reine avec peu de possibilités. Celle-ci nomma alors l'ultra-conservateur et ministre du Gouvernement (Gobernación) Luis González Bravo nouveau président du gouvernement. À ce moment, « La Monarchie s'était située à un point de non-retour. Morts O’Donnell et Narváez et les principaux généraux unionistes en pleine débandade, comme Prim — passé au progressisme —, Serrano — ancien favori de la reine — ou Dulce, la solitude politique de la reine était incontestable. Selon Carmen Llorca, avec la mort de Narváez le règne d’Isabelle II pouvait être virtuellement considéré comme terminé. Devant un tel panorama, le choix de la reine fut de renforcer encore plus la tournure autoritaire en confiant à Luis González Bravo la formation d’un nouveau gouvernement ».
Lorsque ce dernier se présenta devant les Cortès il définit son gouvernement comme une « résistance à toute tendance révolutionnaire ». Il ferma immédiatement le Parlement et ordonna la détention et l'exil des principaux généraux de l’Union libérale — Francisco Serrano, Domingo Dulce, Fernando Fernández de Córdova et Antonio Caballero y Fernández de Rodas —. La réponse de l'opposition antidynastique fut le pacte de Bruxelles du 30 juin 1868 dans lequel furent ratifiés les objectifs du pacte d’Ostende.
Une preuve supplémentaire de l'isolement du régime fut le décret que promulgua le gouvernement en juillet 1868 qui ordonnait l'exil du duc de Montpensier et de son épouse, la sœur de la reine, car on soupçonnait qu’il aspirait au trône une fois qu’il se serait trouvé vacant après le succès du pronunciamiento que l’on savait en gestation. Montpensier était le candidat qui avait la préférence des généraux unionistes dans l'hypothèse d’une chute prochaine d’Isabelle II, si bien que cette décision amena davantage de commandements militaires, parmi eux l'amiral Juan Bautista Topete, à ce joindre au mouvement opposé à la reine.

### Revolution de 1868

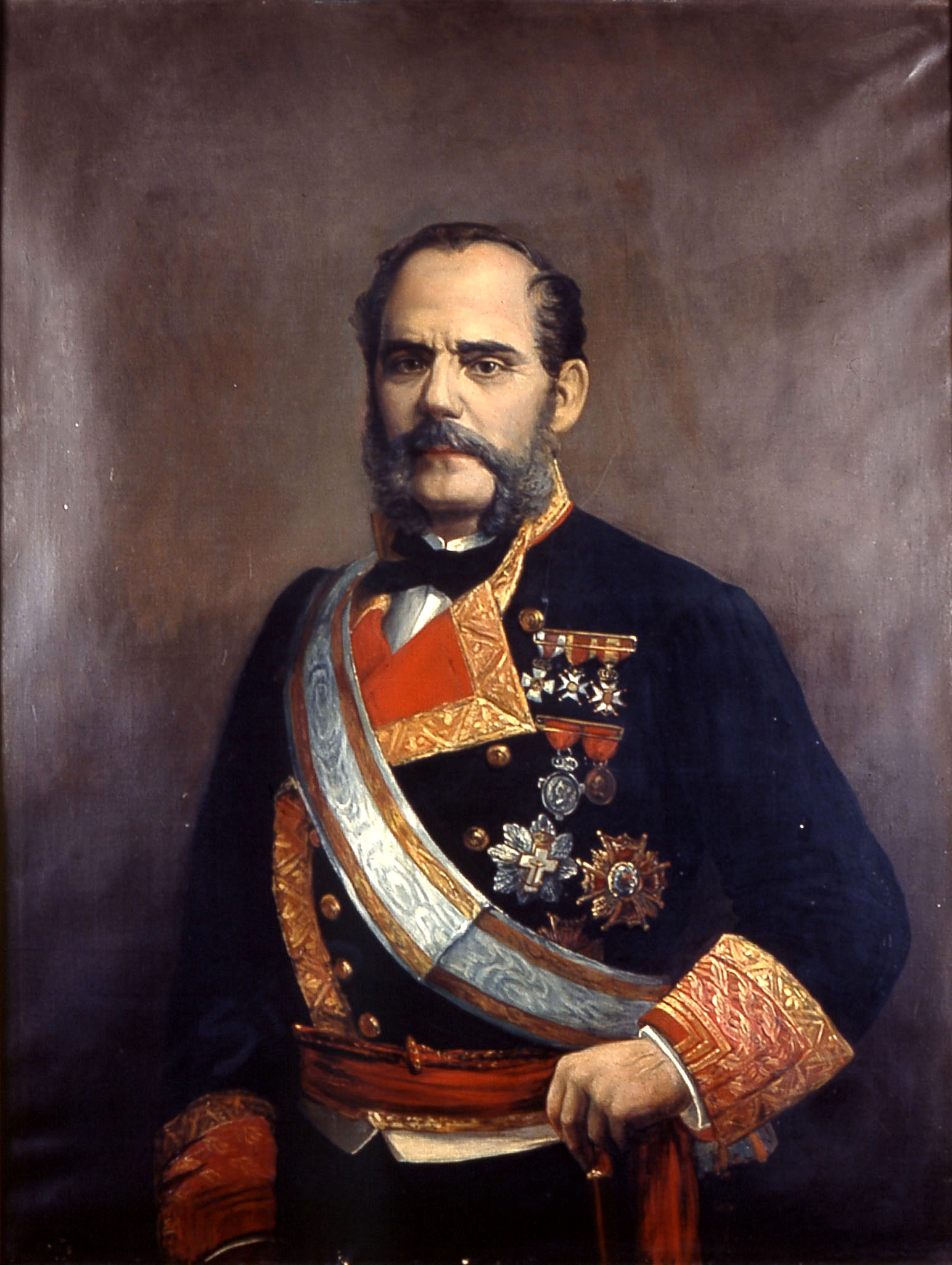
L'amiral Juan Bautista Topete (1887) par Rafael Monleón (musée naval de Madrid).

Le 16 septembre, le général Prim arriva à Cadix en provenance de Londres via Gibraltar. Deux jours plus tard, l'amiral Juan Bautista Topete se soulevait à la tête d’une escadre. Le 19, après l’arrivée du général Serrano des Canaries et du reste des généraux unionistes impliqués, Topete lut un manifeste rédigé par l’écrivain unioniste Adelardo López de Ayala qui justifiait le pronunciamiento et se concluait par le cri « Vive l’Espagne avec honneur ! » (« ¡Viva Españ con honra! ») qui passa à la postérité. Dans les jours suivants, le soulèvement s’étendit dans le reste du pays, à commencer par l’Andalousie.
Le jour même de la publication du manifeste des insurgés, suivant le conseil à la reine du président du gouvernement Luis González Bravo conseilla de le remplacer par un militaire afin de mener au mieux la lutte armée, le général José Gutiérrez de la Concha fut nommé à la tête de l’exécutif. Ce dernier maintint presque tous les ministres en place et nomma González bravo au portefeuille de la Gobernación — équivalent du ministère de l’Intérieur —, poste qu’il avait déjà occupé à trois reprises par le passé. Concha organisa comme il put une armée dans la capitale, étant donné le manque de soutien qu’il trouva parmi les commandements militaires, qu’il envoya en Andalousie sous le commandement du général Manuel Pavía y Lacy, marquis de Novaliches, afin de mettre fin à la rébellion. Concha conseilla dans un premier temps à la reine, qui passait ses vacances estivales à Saint-Sébastien de rentrer à Madrid, mais peu de temps après le début de son voyage en train, il lui envoya un télégramme lui demandant à présent de rester sur place car la situation des forces loyales au régimes avaient dorénavant empiré.
Le 28 septembre eut lieu la décisive bataille du pont d'Alcolea (province de Cordoue), remportée par les forces insurgées sous le commandement de Serrano, avec le soutien de milliers de volontaires armés. Le lendemain, le soulèvement triomphait à Madrid et le surlendemain Isabelle II abandonnait l’Espagne depuis Saint-Sébastien. La résistance des forces loyales à la reine s’évanouit dès lors et le 8 octobre fut formé un gouvernement provisoire présidé par le général Serrano, et incluant le général Prom et l’amiral Topete, marquant le triomphe de la révolution de 1868 — « La Glorieuse » —.